# Defence Infrastructure Organisation
La Defense Infrastructure Organization (DIO) è un'agenzia del Ministero della difesa (MoD) nel Regno Unito, che è responsabile della proprietà e del patrimonio edilizio delle Forze Armate. Il suo amministratore delegato è Graham Dalton.

## Storia
La DIO è stata istituita nel 2011 al fine di riunire la gestione della proprietà del Ministero della difesa, per ridurre i suoi costi di gestione e creare opportunità commerciali. È stata criticata dal National Audit Service nel novembre 2016 perché il regime di prestazioni che aveva stabilito per Capita, il suo partner di outsourcing strategico, "non era adatto allo scopo" e non era in grado di incentivare riduzioni sostenibili della spesa.

## Attività
DIO gestisce circa l'1,8% della massa continentale del Regno Unito, inclusi 115.000 edifici non residenziali e 50.000 case. La maggior parte degli alloggi della DIO è stata venduta a un gruppo immobiliare privato, Annington Homes, nel 1996 e viene data in affitto.